# リアルタイム・ウェブ
リアルタイム・ウェブ（Real-time web）は、インターネット上のユーザーの書き込みや動向を、即時かつ大規模に他のユーザーと共有する仕組みの総称。

## 概要
基本的にはSNSと関連した文脈で用いられる概念であり、典型的にはTwitterやFacebookがその代表例として挙げられる。
TwitterやFacebookの成功例や、Googleが2009年10月から順次それらを検索結果に反映したリアルタイム検索を実施し、各種のSNSがそれに進んで対応したり、更には2010年2月からTwitter類似サービスであるGoogle Buzzの提供を開始するなど、2009年末から2010年初頭にかけて、急速にインターネット産業の１つの大きな潮流になり始めている。

## 問題点
運営上の問題点として、2007年に起きたFacebook Beacon問題や、2010年のGoogle Buzz開始時の騒動のように、即時的な情報共有を大規模に実施しようとする際に、その仕組みに無知なユーザーのプライバシーや個人情報を、本人が意図しない形で侵害・漏洩してしまう事例が発生し、論争を巻き起こすことがある。